# 羽曳野市立誉田中学校
羽曳野市立誉田中学校（はびきのしりつ こんだちゅうがっこう）は、大阪府羽曳野市にある公立中学校。

## 概要
学校は旧東高野街道に面している。街道沿いにある敷地は手狭になっており、少し東の西名阪自動車道脇（柏原本線料金所の南）に第二グラウンドがある。(通称：新グラ)
周囲は閑静な住宅地となっている。 近隣に誉田御廟山古墳（伝応神天皇陵）、誉田八幡宮がある。
かつては私服通学が認められていた（着用自由の標準学生服はあった）。小学校保護者、地域住民、在校生にアンケートを実施した結果、2008年度から制服着用となった。（体操服登校も許可されている。）
2021年度からは男子の学ランと女子のセーラー服が新しくブレザーに変更された。

## 沿革
1947年の学制改革の際、当時の南河内郡古市町・駒ヶ谷村・西浦村・埴生村（以上、現在の羽曳野市）・道明寺村（1951年町制施行で道明寺町。現在の藤井寺市）の5町村の学校組合により、学校組合立誉田中学校として開校した。学校組合の事務は当時の古市町が中心になっておこなっていた。一時期国分町（現在の柏原市）も学校組合に合流していたこともあったが、短期間で解消されている。
その後1956年に古市町・駒ヶ谷村・西浦村・埴生村などが合併して南大阪町（1959年市制施行で羽曳野市）となった。また1959年4月には藤井寺町と道明寺町が合併して藤井寺道明寺町（1966年市制施行で藤井寺市）となったことに伴い、旧道明寺町地域を藤井寺道明寺町立中学校（現在の藤井寺市立藤井寺中学校）の校区へと変更した。これらに伴い学校組合を解消して羽曳野市立となっている。
- 1947年4月 - 古市町外4ヶ村学校組合誉田中学校として開校。校区は古市町・駒ヶ谷村・西浦村・埴生村・道明寺村。
- 1948年4月 - （旧）国分町立中学校を合併。国分町を校区に編入。
- 1950年4月 - 国分町立中学校（現在の柏原市立国分中学校）が独立開校。国分町を校区から分離。
- 1956年9月30日 - 合併による南大阪町発足により、南大阪町道明寺町学校組合立誉田中学校に改称。
- 1957年 - 大阪府立羽曳野病院（現在の大阪府立呼吸器・アレルギー医療センター）に院内学級を設置。
- 1959年1月15日 - 羽曳野市の市制施行により、羽曳野市道明寺町学校組合誉田中学校に改称。
- 1959年4月20日 - 藤井寺道明寺町の発足に伴い旧道明寺町を校区から外し学校組合を解消。羽曳野市立誉田中学校に改称。
- 1973年4月1日 - 羽曳野市立峰塚中学校を分離。
- 1973年4月1日 - 院内学級を大阪府に移管（院内学級は大阪府立藤井寺養護学校分教室となり、複数回の改編を経て現在は大阪府立羽曳野支援学校）。

## 円形校舎

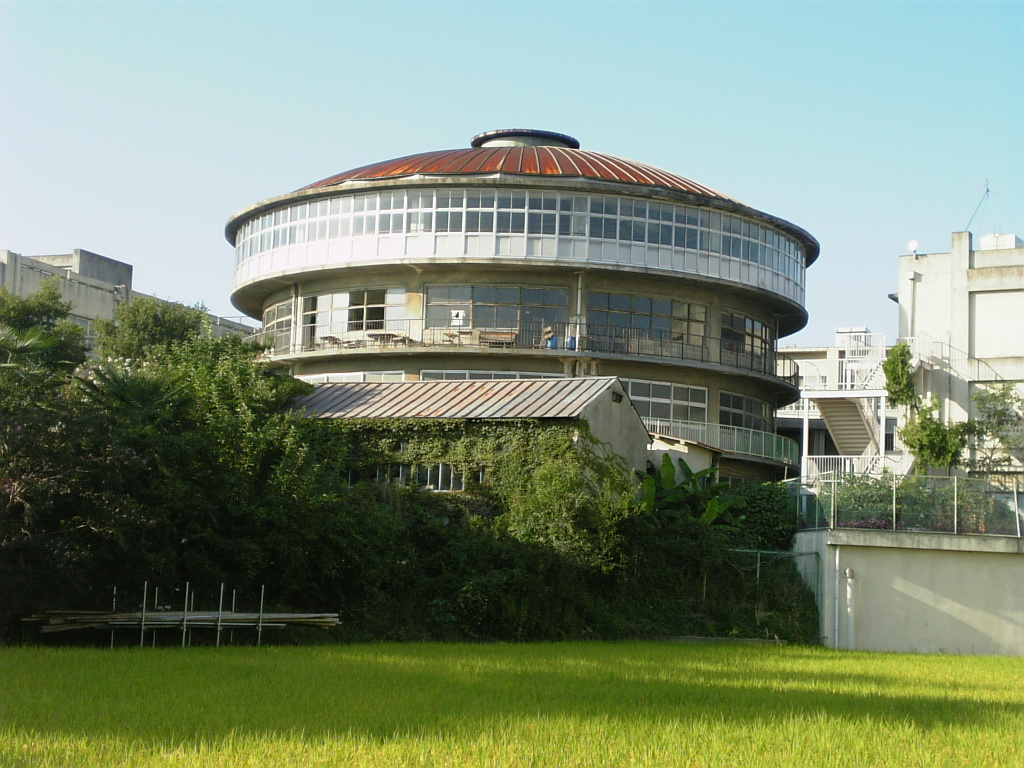
円形校舎（2006年9月。解体済み）

以前は昭和30年代に流行した円形校舎を有していた。1957年に竣工した4階建てでドーム屋根の、円形校舎としては標準的な外観構造である。4階では柔道や剣道が行われていた。末期には外観（特に屋根およびアルミサッシ化されていない3階部分）は老朽化が進行していた。円形校舎は2015年夏に解体された。

## 交通
- 国道170号（旧道）
- 近鉄南大阪線・近鉄長野線 古市駅から北へ約1km（徒歩約15分）。